# Winston Field

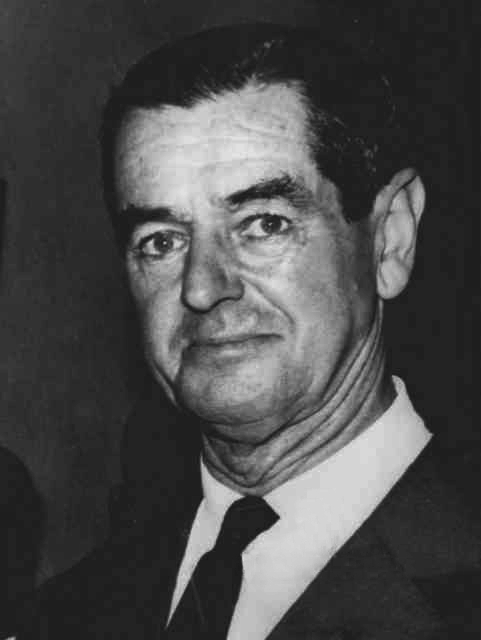
Winston Field, 1960

Winston Joseph Field MBE (* 6. Juni 1904 in Bromsgrove, Großbritannien; † 17. März 1969 in Salisbury, Rhodesien) war ein rhodesischer Politiker. Er wanderte 1921 nach Südrhodesien aus. In der Nähe von Marandellas besaß er eine Tabakfarm und bekleidete zwischen 1938 und 1940 das Amt des Präsidenten der Rhodesian Tobacco Association.
Nach den Wahlen 1962 wurde Field für die Rhodesian Front Premierminister. Seine Partei warf ihm vor, nicht nachdrücklich genug für die Unabhängigkeit Rhodesiens von Großbritannien einzutreten. So drängte ihn seine Partei am 2. April 1964 zum Rücktritt, Nachfolger wurde am 14. April 1964 Ian Smith.